# Edward Cave
Edward Cave (1691-1754) est un journaliste, imprimeur et éditeur anglais qui lança en 1731 The Gentleman's Magazine, premier  « magazine » d'intérêt général au sens moderne du terme. Son nom de plume était Sylvanus Urban.

## Biographie
Originaire de Newton, près de Rugby, dans le Warwickshire, fils d'un artisan paveur, il fut renvoyé de l'école pour avoir été accusé de vol. Il fut successivement marchand de bois, maître de poste, imprimeur et reporter, puis imagina ce magazine qui devait couvrir tous les intérêts d'un homme moderne, du commerce à la poésie. Ses bureaux étaient situés à Clerkenwell et il employa dans sa rédaction de nombreux[Combien ?] journalistes, dont le plus célèbre était Samuel Johnson.
Cave fut aussi un des tout premiers entrepreneurs du coton britannique en valorisant un brevet de la machine filer le coton inventée par Lewis Paul en 1738. Il mit en service la machine dans l'un de ses entrepôts à Londres, puis acquit en 1742 le moulin de Marvells Mill sur la River Nene dans la région de Northampton pour y installer cinq machines. À sa mort en 1754, son frère William Cave et son neveu Paul Cave reprirent l'affaire.